# The Fillmore
The Fillmore Auditorium é uma histórica casa de shows em São Francisco, Califórnia. Fundada por Bill Graham, foi batizada assim por estar localizada originalmente nas esquinas da Fillmore Street e Geary Boulevard.
Em 1968, Graham mudou o Fillmore para a casa conhecida anteriormente pelos nomes The Carousel Ballroom e El Patio, na Marked Street com a South Van Ness Avenue. Inspirado na Fillmore East, que ele acabara de inaugurar em Nova York, a nova casa passou a se chamar Fillmore West.
O Fillmore original continuou em operação, agora como The Elite Club. Graham voltou a organizar concertos no local na década de 1980, sendo forçado a fechá-lo após danos causados por um terremoto em 1989. Após árduos trabalhos de estruturação, a casa foi reinaugurada em 1994 como The Fillmore, operada agora pela Live Nation.